# Scheloribates turcmensis
Scheloribates turcmensis är en kvalsterart som beskrevs av Subbotina 1987. Scheloribates turcmensis ingår i släktet Scheloribates och familjen Scheloribatidae. Inga underarter finns listade i Catalogue of Life.